# Polyfosfát

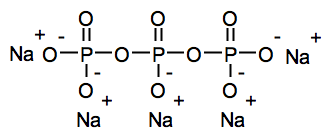
Vzorec trifosforečnanu pentasodného

Polyfosfáty (též polyfosforečnany) jsou obvykle sodné soli polyfosforečných kyselin. Mezi technicky významné polyfosforečnany patří dihydrogendifosforečnan disodný (užívá se jako prášek do pečiva), difosforečnan tetrasodný (je součástí technických čisticích prostředků) a trifosforečnan pentasodný (používá se při výrobě pracích prostředků). Polyfosforečnany se užívají jako změkčovače vody, v zemědělství jako hnojivo..
V potravinářském průmyslu se používají jako zvlhčující látky, tavicí soli, stabilizátory, sekvestranty, kypřící látky a emulgátory. Polyfosforečnany se přidávají do masných výrobků a ryb, protože mají schopnost vázat a udržovat v nich vodu. Užívají se jako tavicí soli v tavených sýrech. V menších dávkách jsou polyfosforečnany považovány za bezpečné látky, avšak jejich vysoké dávky mohou způsobit odvápnění kostí.
Polyfosfát dokáže snést teplotu o hodnotě maximálně 40 °C.  Krystaly polyfosfátu jsou využívány do polyfosfátové schránky případně nebo také může být požit do pračkového filtru CRISTALSOFT. Polyfosfátové krystaly se využívají proti usazován a tvoření vodního kamene v domovních rozvodech. Životnost krystalů polyfosfátu se pohybuje okolo cca 6 měsíců, když jsou využívány pravidělně.